# أيام شبابي (فلم)
أيام شبابي هو فيلم مصري عرض عام 1950، بطولة كمال الشناوي وتحية كاريوكا وشادية ومحمود المليجي، ومن إخراج جمال مدكور.

## قصة الفيلم
تدور أحداث الفيلم حول شاب ثري اعتدى على فتاة وتركها بعد أن أنجبت طفلا، لتواجه الحياة هي وطفلها، وبعد عدة سنوات يقابلها بعد أن ظل ضميره يؤنبه فيعود إليها وإلى ابنه.

## طاقم التمثيل
- كمال الشناوي: (أحمد)
- تحية كاريوكا: (الراقصة لولا)
- شادية: (ابتسام)
- محمود المليجي: (عباس بك محمود)
- عزيز عثمان: (الأستاذ سيكا ميكا)
- أحمد علام: (المحامي)
- زوزو شكيب: (مدام كاترين)
- عزيزة حلمي: (سميحة)
- فريد شوقي: (فريد شوقي)
- عبد العزيز أحمد: (الباشا - عم عباس)
- سامية رشدي: (زوجة والد سميحة)
- زكي إبراهيم: (والد سميحة)
- شفيق نور الدين: (وكيل النيابة)
- علي رشدي
- رجاء محمد: (نعيمة شوقي)
- عبد المنعم إسماعيل: (سائق التاكسي)
- محمد نبيه: (عبد الرحمن الكواليني - الشاهد)
- نصر الدين مصطفى: (القاضي)
- عبد الحميد بدوي: (سكرتير المحكمة)
- إلهام علي
- صلاح الدين حمدي: (المطرب)
- أنور زكي: (عادل)
- فوزية إبراهيم
- رشوان مصطفى: (الضابط)
- عباس الدالي: (عم جابر)
- سعاد فوزي: (عزيزة هانم)
- محمود عزمي: (علي - زوج جيهان)
- علية علي: (جيهان)
- وهبة حسب الله: (حسام بك)
- عبد المنعم بسيوني: (ضابط)
- ماري عز الدين: (مديرة الكازينو)
- أحمد لوكسر: (مقامر)
- عبد المنعم سعودي: (المستشار عضو اليمين)
- جينا: (إحدى الراقصات)
- محمود لطفي: (مساعد مدام كاترين)
- عزيزة بدر: (الداية)
- محمد شوقي: (أمين - سكرتير عباس)
- عبد العظيم كامل: (ضابط)

## فريق العمل
- إخراج وسيناريو: جمال مدكور
- قصة وحوار: صالح جودت
- مدير التصوير: عبد العزيز فهمي
- مونتاج: إحسان فرغل
- موسيقى تصويرية: إيليا إيسائيا، شريف سري
- إنتاج: شركة الأفلام العربية
- مدير الإنتاج: أرمان بوهالوفيتش
- توزيع: شارل ليفشتز